# 오수미
오수미한국 한자: 吳樹美, 본명: 윤영희, 한국 한자: 尹英熙, 1950년 10월 3일~1992년 6월 30일)은 대한민국의 배우였다.

## 생애
제주도 출생이다. 1969년 연극배우로, 1970년 영화 《어느 소녀의 고백》으로 영화배우로 데뷔하였다.
이후 《안개는 여자처럼 속삭인다》, 《색깔있는 남자》등에서 이국적인 외모에서 뿜어내는 뇌쇄적인 이미지로 인기를 끌었다. 1973년 신상옥 감독의 《이별》에 출연하며 유부남인 신 감독과 사랑에 빠져 스캔들의 주인공이 됐다. 이 때문에 신상옥-최은희 부부는 이혼했고, 오수미는 신 감독과 살며 두 아이를 낳았다. 신 감독의 납북 이후 홀로 아이를 길렀지만 신 감독이 돌아온 뒤에는 아이들을 신 감독의 호적에 입적시키고 외로운 삶을 살았다. 한때 사진 작가 김중만과 재혼했다가 다시 이혼하였다. 1986년 패션 모델 겸 영화배우인 여동생 윤영실(尹英實)이 의문의 실종을 당하는 사건을 겪었다.
1992년 6월 30일(현지 시각) 미국 하와이주에서 교통 사고로 세상을 떠났다.

## 학력
- 신성여자고등학교 (졸업)

## 출연작

### 영화
- 1970년 《어느 소녀의 고백》(감독 박종호)
- 1970년 《태양은 늙지 않는다》(감독 고영남)
- 1973년 《이별》(감독 신상옥)
- 1981년 《사람의 아들》(감독 유현목)
- 1982년 《안개는 여자처럼 속삭인다》(감독 정지영)
- 1985년 《색깔있는 남자》
- 1986년 《몸 전체로 사랑을》
- 1986년 《서울황제》
- 1987년 《토요일은 밤이 없다》

## 가족
- 형제자매: 윤영실(누이동생)
- 배우자
  - 신상옥(이혼)
  - 김중만 (이혼)
- 자녀: 신상균(아들), 신승리(딸)